# Yumiko
Yumiko(ユミコ)是一位日本女性舞蹈家，作为编舞师负责電波組.inc及柚子樂團的编舞工作，也是秋葉原DearStage的工作人员,使用名称“MTP”进行活动，其兄是日本舞蹈團體梅棒的成员之一TAKUYA。

## 概述
Yumiko出生并居住在东京都，从小学习古典芭蕾舞和体操,2004年留学法国。2008年开始在日本的视频共享网站上发布作品， 这成为她担任网络偶像组合编舞的契机。 在同年發表的3DCG軟體、MikuMikuDance中負責動作設計。2009年1月17日，以現代舞蹈團體「shikakuojikaku」的一員，在兵庫縣神戶市的Club「ZINK」中演出舞蹈，担任DJ、VJ。2009年4月4日，以「yumiko featuring 初音Miku」名義於秋葉原的現場表演活動中演出。2010年回国,担任3DCG软件“MikuMikuDance”的动作设计师。
2014年起,为庆祝柏青哥「海物語」开始15周年所举办的的虚拟偶像开发项目“iMarine Project”担任编舞。 2015年4月25日公开了相关音乐录影带。

## 演出
- Music Video
  - 電波組.inc「ノットボッチ…夏」[6]。

## 外部連結
- Yumiko的X（前Twitter）